# Lusse
Lusse – miejscowość i gmina we Francji, w regionie Grand Est, w departamencie Wogezy.
Według danych na rok 1990 gminę zamieszkiwały 424 osoby, a gęstość zaludnienia wynosiła 22 osób/km² (wśród 2335 gmin Lotaryngii Lusse plasuje się na 645. miejscu pod względem liczby ludności, natomiast pod względem powierzchni na miejscu 193.).